# Sninský kameň
Sninský kameň (1006 m n.p.m.) – szczyt górski w paśmie górskim Wyhorlat w Łańcuchu Wyhorlacko-Gutyńskim.

## Położenie
Leży w głównym grzbiecie pasma Wyhorlatu, mniej więcej w połowie odległości między szczytami Nežabca (1023 m n.p.m.) na wschodzie i Motrogonu (1018 m n.p.m.) na południowym zachodzie. Stoki północne opadają ku dolinkom drobnych cieków wodnych, uchodzących do Cirochy. Stoki zachodnie i południowo-zachodnie odwadniają drobne dopływy potoku Barnov, który również uchodzi do tej samej rzeki. Stoki południowo-wschodnie opadają ku źródliskom Okny, znajdującej się w zlewni Użu.

## Charakterystyka
Szczyt jest zbudowany z andezytów. Stanowi go pozostałość potoku lawowego, który pierwotnie wylał się z dawnego wulkanu do starej doliny, a następnie został wypreparowany spośród mniej odpornych, pokrywających go skał, głównie tufów. Wierzchołek tworzą dwie turnie skalne o płaskich wierzchowinach, wyniesione 15 – 20 m nad otaczający grunt i oddzielone siodełkiem: mniejszy i wyższy Malý Sninský kameň (1006 m n.p.m.) oraz większy i niższy Veľký Sninský kameň (998 m n.p.m.). Prowadzą na nie drabinki. Ze szczytu roztacza się rozległa panorama Wyhorlatu, Bieszczadów, Gór Tokajsko-Slańskich i Niziny Wschodniosłowackiej.
Na Sninskim kameniu (w przełączce u podnóży wspomnianych turni szczytowych) znajduje się skrzyżowanie szlaków turystycznych:
 Snina – Zemplínske Hámre – Sninský kameň
 Snina – Sninské Rybníky – Sninský kameň – przełęcz Tri tably – jezioro Morské oko – Remetské Hámre
 wieś Remetské Hámre – Motrogon – przełęcz Tri tably – Sninský kameň – Nežabec – Fedkov – przełęcz Strihovské sedlo – Jaseňovský vrch – Diel – Veľka Vavrová – Sokolovec – wieś Podhoroď
Sninský kameň leży w obrębie Obszaru Chronionego Krajobrazu Wyhorlat. Skały na wierzchołku stanowią pomnik przyrody Prírodná pamiatka Sninský kameň.